# Ptilotula
Ptilotula és un gènere d'ocells de la família dels melifàgids (Meliphagidae).

## Taxonomia
Segons la classificació del Congrés Ornitològic Internacional (versió 10.2, 2020) aquest gènere està format per 6 espècies:
- Ptilotula penicillata - menjamel collmarcat.
- Ptilotula ornata - menjamel ornat.
- Ptilotula flavescens - menjamel citrí.
- Ptilotula fusca - menjamel gris.
- Ptilotula keartlandi - menjamel emmascarat.
- Ptilotula plumula - menjamel frontgrís.